# Fondamenta

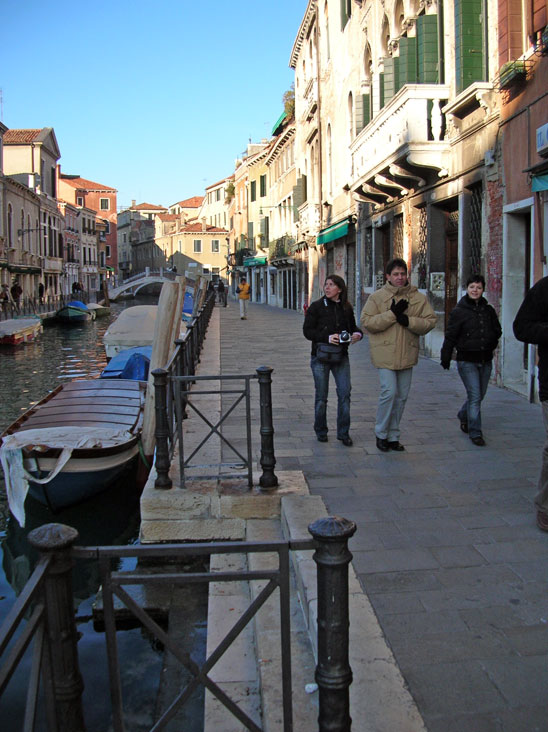
Una típica fondamenta veneciana.

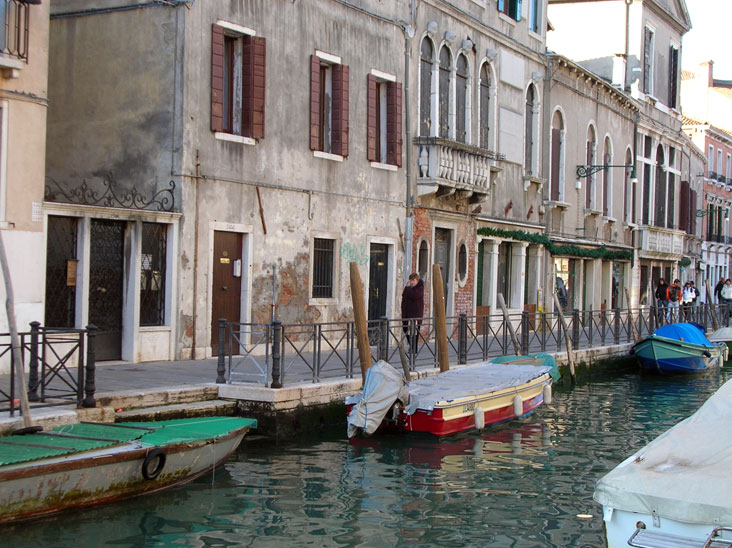
Fondamenta veneciana con una riva.

En la ciudad italiana de Venecia, se designa como fondamenta (plural fondamente) al tramo de calle que rodea un canal o un rio.
Típicamente, la fondamenta tiene también atracaderos (rive) con escalones de piedra de Istria que bajan hacia el agua para facilitar el atraque de los barcos, la carga y descarga de las mercancías y la subida/bajada de los pasajeros.
Existen tres tipologías de fondamente:
- las fondamente sin barandillas, caracterizadas por una franja de piedra de Istria a lo largo de la orilla que rodea el canal;
- las fondamente con barandillas de metal ligero, intercaladas de manera regular por pilones de piedra de Istria o metal, que constituyen su soporte;
- las fondamente con barandillas de ladrillos, rematadas por una cubierta de piedra de Istria.

También hay algunas fondamente particulares, constituidas por un pórtico cubierto al lado del canal, obtenido directamente bajo el cuerpo de los edificios, como en el caso del sotoportego. Ejemplos típicos son el tramo de fondamenta cubierta que lleva desde el campo de los Santi Apostoli en dirección a Rialto y la breve fondamenta detrás del Teatro la Fenice.
Sobre las fondamente hay casi siempre muchos locales comerciales (tiendas, bares, tabernas…), en algunos casos de manera muy densa, alternados a las entradas a las casas.
Algunas fondamente son muy largas, como las de la zona norte del sestiere de Cannaregio, que se extienden desde la altura de la Abadía de la Misericordia hasta casi la estación de trenes.
Particularmente famosas entre las fondamente de Venecia son las Fondamente Nove, que dan hacia la parte norte de la Laguna, hacia el Cementerio de San Michele y hacia la isla de Murano, a lo largo de todo el tramo que va desde la Sacca della Misericordia hasta el Arsenal, y las Fondamenta delle Zattere que dan hacia el sur en toda la longitud del canal de la Giudecca desde San Basilio hasta la Punta della Dogana y constituyen un lugar popular de paseo en primavera y verano.